# Tomislav Tomić
Tomislav Tomić (Bihać, 1960.), književnik.

## Životopis
Živi i radi u Bihaću, gdje je završio višu ekonomsku školu. Objavio je četiri knjige poezije i knjigu kratkih priča. Pokretač je i urednik mjesečnika za osnovnoškolce "Cvrčak". Pjesme su mu prevedene na njemački, slovenski i makedonski jezik. Najpoznatija zbirka pjesama "Zimska svjetlost" doživjela je dva izdanja, dok se mjesečnik "Cvrčak" tiska u nakladi 8000 primjeraka. Pjesme su mu uvrštene u nekoliko antologija južnoslavenske, hrvatske i bosansko-hercegovačke poezije. Potkraj 2006. godine osniva izdavačko preduzeće "KULT".